# 천녀유혼
《천녀유혼》(중국어: 倩女幽魂, 번역: 아름다운 소녀 망령, The Ethereal Spirit of a Beauty, 영어: A Chinese Ghost Story)은 1987년 개봉한 홍콩의 로맨틱 코미디 호러 영화로 제작자는 서극이며, 영화감독은 정소동, 주연은 장국영, 왕조현, 우마이다.

## 내용
이 영화는 청나라 때 사람인 포송령이 쓴 요재지이 중 섭소천을 원작으로 한 영화이다. 이 영화의 소재인 요재지이 중 섭소천은 이 영화로 영화화 되기 이전 영화감독 이한상에 의하여 1960년 이미 영화화 된 적이 있다.

## 줄거리
때는 혼란한 중국의 한 시절. 주인공 '영채신'은 수금원으로 수금을 위하여 곽북현에 가는 길이다. 도중에 길가에서 검객 하후형과 도적떼의 싸움을 마주치고, 하후형이 도적떼를 일망타진한 후 같이 비를 피한다. 이후 곽북현에 도착하였으나, 폭우로 인하여 붓글씨로 쓴 수금 장부는 모두 젖어서 지워진 상태였다. 수금을 하지 못한 영채신은 밤을 지낼 곳을 마을 사람들에게 물어본다. 사람들이 영채신에게 알려준 곳은 난약사라는 사찰이었는데, 귀신이 출몰하여 곽북현 사람이라면 누구나 꺼리는 곳이었다. 그러나 영채신은 거리낌 없이 난약사로 향한다.
난약사로 가는 길에서 하후형이 다시 나타나 라이벌인 '연적하'와 싸움을 벌이고, 영채신은 둘을 억지로 화해시킨다. 하후형은 이후 강가에서 부상을 치료하다가, 어떤 아리따운 여인을 만나 그녀를 겁탈하려 들다가 돌연 나타난 나무줄기에 양기를 다 빨려 미라처럼 되어 버린다. 한편 영채신은 난약사에서 잠자리를 펴다가, 멀리서 들린 탄금 소리에 이끌려 간 곳에서 여인과 만난다. 여인의 이름은 '섭소천'으로 영채신은 그녀의 아름다움에 반한다. 그러나 섭소천은 그의 순박한 성정을 확인하고 그를 쫓아낸다.
다음날 영채신은 섭소천이 귀신이라는 것을 알게 된다. 그녀는 원래 관리의 딸이었지만, 죽은 후 100년 묵은 나무 요괴의 영향력으로 영혼이 자유롭지 못하게 되어서 할 수 없이 나무 요괴의 명령을 받고 있었다. 나무 요괴는 섭소천으로 하여금 남자를 꾀게 한 뒤 양기를 빨아 먹고 있었으며 사흘 뒤에 지옥의 흑산노요에게 시집을 보내려고 하고 있었다. 영채신이 섭소천을 다시 찾아갔을 때 섭소천의 동생 소청과 나무 요괴가 들이닥치자 섭소천은 영채신을 욕조에 숨겨준다. 나무 요괴는 영채신을 놓친 섭소천을 다그친다. 그날 밤, 연적하가 소청을 죽인다. 이를 본 영채신은 다음날, 연적하를 당시 수배중이었던 살인범으로 오해하고 마을 관아에 연적하를 고발한다. 그러나 그는 살인범이 아니라 강호를 등진 도사로, 나무 요괴를 퇴치하려고 난약사에 머무르는 것이었다. 이후 연적하는 나무 요괴의 미끼로 쓰겠다며 영채신을 다시 난약사로 보낸다.
난약사에서 섭소천과 또 한번 만난 영채신은 그녀와 운우지정을 나누지만, 섭소천은 흑산노요에게 시집을 갈 자신의 운명 때문에 영채신을 거절한다. 섭소천은 고향인 곽북현에 유골을 묻으면 환생할 수 있었고, 영채신은 그녀를 돕기로 마음먹는다. 영채신은 연적하에게 돌아갔을 때 나무 요괴가 습격을 해왔고, 연적하는 나무 요괴를 잠재우는 데 성공한다. 영채신은 연적하에게 그녀의 유골을 묻는 것을 도와달라고 사정하고 연적하는 연민을 못 이겨 수락한다.
두 사람은 곽북현으로 가려고 하지만, 요괴들의 공작으로 난약사 숲속에서 빠져나가지 못한다. 할 수 없이 근처 여인숙에 묵게 되는데, 그날 밤 섭소천과 영채신은 재회하지만 그만 섭소천이 신부를 찾으러 온 흑산노요에게 지옥으로 납치되고 만다. 영채신은 연적하와 함께 지옥으로 들어간다. 연적하가 흑산노요의 군사들과 싸우는 사이 영채신은 섭소천을 풀어주지만, 연적하가 힘에 부쳐 흑산노요에게 붙잡히면서 위기에 빠진다. 영채신과 연적하는 혼을 빼앗길 뻔하지만 영채신이 지니고 있던 금강경이 흑산노요를 약화시키고, 그틈에 검을 꽂아 흑산노요를 죽인다. 세 사람은 간신히 이승으로 돌아오지만 이미 날이 밝아 섭소천은 영채신을 만날 수 없게 되었다. 이후 일행은 섭소천을 곽북현에 묻어 환생을 빌어주고 길을 떠난다.

## 배역
- 장국영 - 영채신(寧采臣)
- 왕조현 - 섭소천(聶小倩)
- 우마 - 연적하(燕赤霞)
- 유조명 - 나무요괴(姥姥)
- 설지륜 - 소청(小青)
- 린웨이 - 하후형(夏侯)

## 한국판 성우진
| - 안지환 - 영채신(장국영) - 송도영 - 섭소천(왕조현) - 이강식 - 연적하(우마) - 이종오 - 흑산대왕 - 홍승옥 - 박태호 - 이윤연 - 박지훈 - 변종필 - 이철용 - 김호성 - 김아영 - 오주연 - 김용준 | - 안지환 - 채신(장국영) - 박소라 - 소천(왕조현) - 김태훈 - 연적하(우마) - 최한 - 하후 - 이원찬 - 부관 - 이민하 - 여요 - 한경화 - 소청 - 류승곤 - 아근 - 양준건 - 흑산 - 김두희 - 사자 |

## 미디어

#### 예고편
- 《천녀유혼 예고편》

### 음악 및 노래

#### 노래
- 주제곡
  - 노래 제목 : 《천녀유혼》, 가수 : 《장국영》, 작사 : 《황점》, 작곡 : 《황점》
- 삽입곡
  - 노래 제목 : 《여명불요래》, 가수 : 《엽천문》, 작사 : 《황점》, 작곡 : 《황점》

## 수상
- 1988년 제7회 홍콩금상장영화제
  - 주제가상 《황점》, 영화음악상 《황점》, 미술상 《해중문》

## 같이 보기
- 천녀유혼 2: 인간도
- 천녀유혼 3: 도도도